# 尼安德特人博物馆
尼安德特人博物馆（英语：Neanderthal Museum）是位于德国梅特曼的博物馆，坐落于人类首次发现尼安德特人遗迹的尼安德河谷。集中展示了人类演化史。该博物馆建于1996年，由建筑师察姆普·克尔普、尤利乌斯·克劳斯和阿尔诺·布兰德尔胡贝尔设计，每年吸引约17万名游客。博物馆还包括原始发现地点的考古公园、石器时代工作室以及名为“人类踪迹”的艺术步道。博物馆内的所有标志以及语音导览均提供德语和英语版本。

## 历史

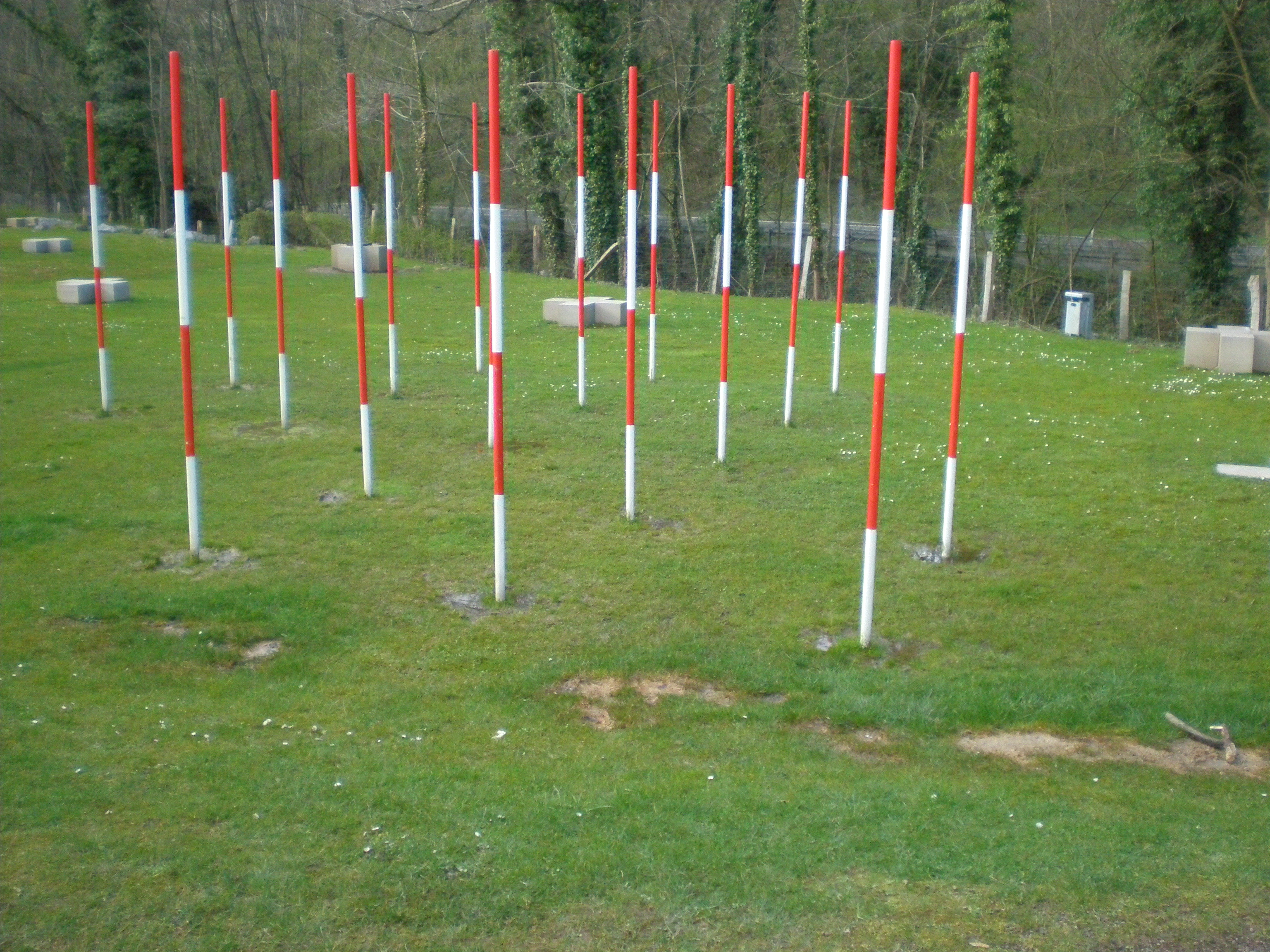
该遗址位于埃尔克拉特以东，19 世纪德国矿工在此挖掘出尼安德特人标本，现在由尼安德特人博物馆维护。

博物馆的建筑设计方案是通过1993年春季举行的竞标选出的，有来自德国和其他国家的130名建筑师参加。最终选择了察姆普·克尔普教授、尤利乌斯·克劳斯和阿尔诺·布兰德尔胡贝尔的设计，因为方案显示了该地点的重要性。该博物馆成立于1996年10月10日，靠近著名的尼安德特人化石发现地。其多媒体展览于2006年升级。尼安德塔勒霍夫酒店后被拆除，为博物馆的扩建腾出空间。

## 展品
博物馆展示了人类从热带草原迁移到现代城市的背景，重点是尼安德特人。真人大小的模型是依照考古遗址出土的化石制造和展出的。展品分布于建筑物的四层楼中，通过螺旋型坡道相互连接。在坡道的起点的第一部分，有名为“山谷及其秘密”的尼安德特人历史展品，展示有关尼安德特人骨骼遗物的信息。下一个展览“穿越时空的旅程”是关于人类历史的关键阶段。以“人类进化”为主题，分五个板块依次展示“生命与生存”、“工具与知识”、“神话与宗教”、环境与营养、“传播与社会”。
博物馆收藏有一系列表现人科特别是尼安德特人演化的化石。这些藏品来自世界各地不同的挖掘地点，得到了阿尔弗雷德·克虏伯·冯·博伦和哈尔巴赫基金会的捐赠。
该博物馆还设有NESPOS Society e.V.——一个有关尼安德特人人类学及考古学的互动数据库，包含大量CT扫描以及表面扫描的3D图像和人类化石及文物的高精度照片。NESPOS在现有化石收藏的基础上开发，其中包括对来自比利时、克罗地亚、法国和德国的600块化石和人工制品的扫描。

## 服务

### 研究
尼安德特博物馆基金会除了目前的展品外，还支持采用跨学科学术方法的研究，特别注重对人类早期历史的研究。国际发掘和研究项目也在积极开展。博物馆鼓励非专业人士促进对当地史前史的调查。博物馆拥有世界上最大的冰河时代考古数据库，名为“NESPOS”。
其活动包括定期举办国际会议和研讨会，产生跨学科的联系，激发新的思想和观点，其论文集以科学系列的形式由博物馆出版。博物馆在考古和旧石器时代人类学研究方面的工作通过借助多种多媒体设备放映的视听资料简洁地展示出来。博物馆还收藏了大量与欧洲和西亚史前史相关的科学出版物和电影，以及许多可以在媒体中心查阅的科学期刊和专著。

### 教育项目
博物馆专门开展了一项计划，通过其常设展览和石器时代工作坊向教师（包括学前教师）传播知识。还鼓励孩子们从不属于学校课程的展品中学习。在这方面，花园中的展示区，如探索遗址、“人类踪迹”艺术步道和冰河时代保护区，成为了孩子们的关注对象。尼安德特人博物馆还举办石器时代研讨会，不仅对儿童，对青年人和老年人也有教育意义。在这个工作坊中，可以接触到史前化石，如骨骼、皮革或肌腱，以及我们祖先日常生活中使用的史前工具和技术。

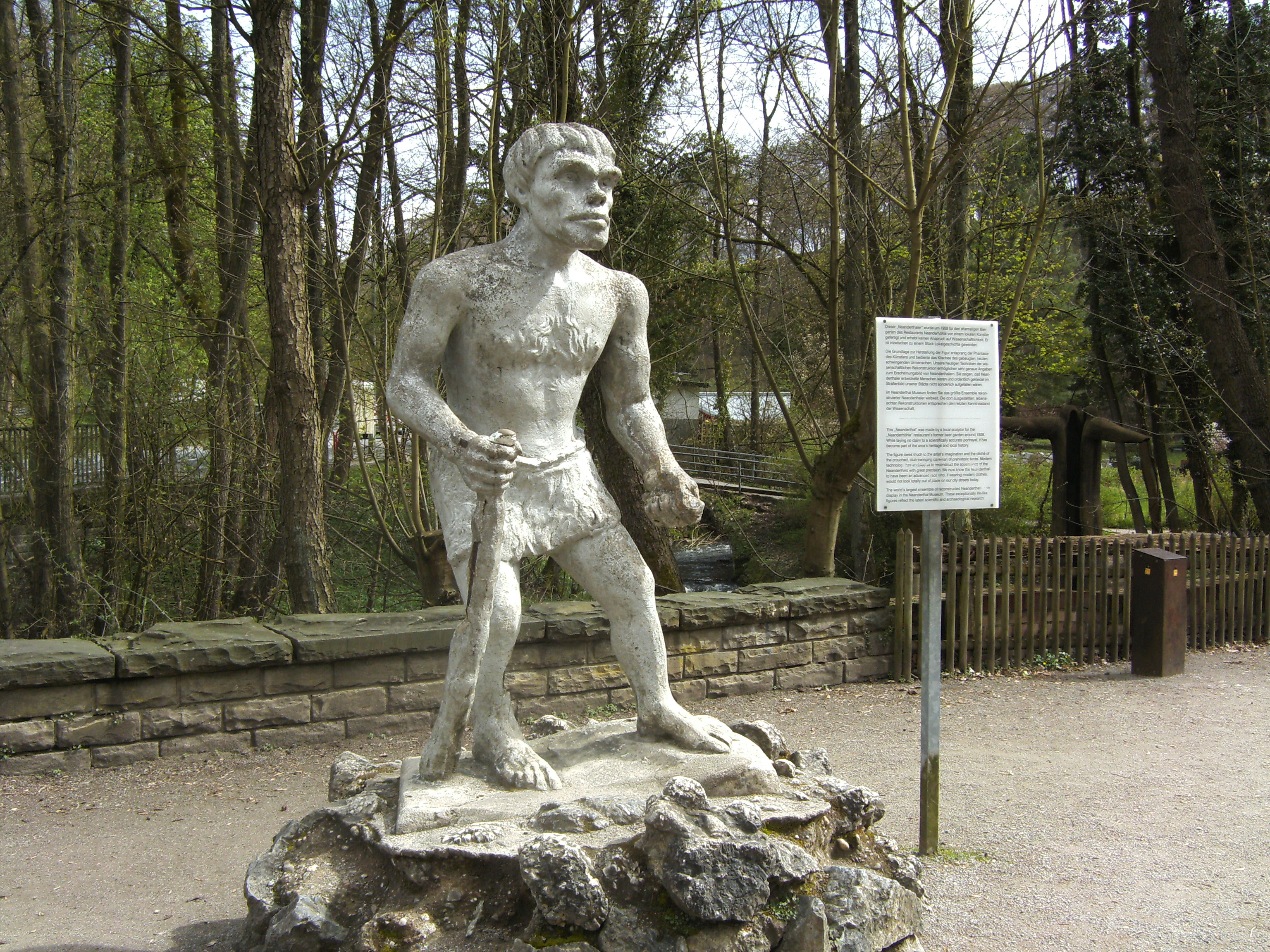
在博物馆展出的尼安德特人雕塑。

## 场地设施
在博物馆开发的代表尼安德河谷的花园区，沿着标记路径有许多景点，例如“人类踪迹”艺术步道。此外，在保护区附近，可以看到野牛和野马。发现尼安德特人化石的原始挖掘地点也在博物馆附近。